# Durian (Medan Timur)
Durian is een bestuurslaag in het regentschap Medan van de provincie Noord-Sumatra, Indonesië. Durian telt 8441 inwoners (volkstelling 2010).